# Lasse Petterson
Lasse Petterson, folkbokförd Lars Anders Pettersson, född 8 april 1935 i Östersunds församling, död 30 mars 2019 i Hedvig Eleonora församling, Stockholm, var en svensk skådespelare. Han var från 1970 engagerad vid Stockholms stadsteater.

## Biografi
Petterson debuterade 1958 som skådespelare på Tantolundens friluftsteater, och filmdebuterade 1959 i militärfarsen 91:an Karlsson muckar. Han medverkade under 1960-talet i flera turnerande teatergrupper och kom i slutet av 1960-talet till Länsteatern i Västerås.
På 1970-talet kom han till Stockholms stadsteater, där han under drygt 30 år hörde till den fasta ensemblen. Han gjorde nästan 70 roller i uppsättningar som "Ett drömspel", "Flykt", "Svarta fanor" och senast "Hamletmaskinen" 2013.
Efter några TV-teaterframträdanden på 1970-talet kom han på allvar att börja synas i film och TV på 1980-talet. Han medverkade i många av Lars Molins TV-produktioner och hade en lite större biroll i dennes serie Tre kärlekar där han spelade drängen Gusten. Han spelade även poliskommissarie i åtta avsnitt av Varuhuset. Han var fortsatt aktiv in på 2010-talet med roller för TV och film, bland annat i Kay Pollaks filmer Så som i himmelen (2004) och Så ock på jorden (2015).
Han var 1973−1979 gift med skådespelaren Britt-Louise Tillbom (född 1942) och fick med henne barnen Martina (född 1968), Andreas (född 1971) och Sandra (född 1973).

## Filmografi
- 1959 – 91:an Karlsson muckar (tror han)
- 1971 – Lavforsen – by i Norrland (TV-serie)
- 1972 – Klara Lust
- 1972 – Disputationen
- 1978 – Man måste ju leva...
- 1980 – Barna från Blåsjöfjället
- 1980 – Huset i världens mitt
- 1980 – Mary Lou
- 1980 – Sinkadus (TV-serie)
- 1981 – Höjdhoppar'n
- 1981 – Operation Leo
- 1983 – Midvinterduell
- 1983 – Spanarna (TV-serie)
- 1983 – Distrikt 5 (TV-serie)
- 1984 – Pengarna gör mannen
- 1985 – Svenska brott (TV-serie)
- 1986 – Hassel – Anmäld försvunnen
- 1986 – Kunglig toilette
- 1986 – Bödeln och skökan
- 1987 – Paganini från Saltängen (TV-serie)
- 1987 – Varuhuset (TV-serie)
- 1988 – Kråsnålen (TV-serie)
- 1988 – Råttornas vinter
- 1988 – Sarkofagen (TV-program)
- 1989 – Tre kärlekar (TV-serie)
- 1989 – Det var då... (TV-serie)
- 1989 – Alla älskade Alice (TV-serie)
- 1989 – Jag är här
- 1990 – Raoul Wallenberg - fånge i Sovjet (TV-serie)
- 1991 – Ingenjör Olssons grabb (kortfilm)
- 1991 – Duo jag (TV-serie)
- 1991 – Facklorna (TV-serie)
- 1991 – Snöriket
- 1992 – Min store tjocke far
- 1992 – Kejsarn av Portugallien
- 1993 – Den gråtande ministern (TV-serie)
- 1993 – Roseanna
- 1994 – Den vite riddaren (TV-serie)
- 1994 – Du bestämmer (TV-serie)
- 1995 – Sommaren
- 1996 – Arne Anka – En afton på Zekes
- 1997 – Ørnens øje
- 1997 – Beck – Spår i mörker
- 1997 – Skärgårdsdoktorn (TV-serie)
- 1997 – Vänner och fiender (TV-serie)
- 1998 – Kvinnan i det låsta rummet (TV-serie)
- 1998 – Pip-Larssons (TV-serie)
- 1999 – En liten julsaga
- 2000 – Hjärta av sten
- 2001 – Om inte
- 2002 – Grabben i graven bredvid
- 2002 – Cleo (TV-serie)
- 2003 – Jag reder mig nog
- 2004 – Så som i himmelen
- 2004 – Kommissarie Winter (TV-serie)
- 2005 – Doxa
- 2005 – Münsters fall
- 2005 – Steget efter
- 2006 – Möbelhandlarens dotter (TV-serie)
- 2007 – Järnets änglar
- 2008 – Livet i Fagervik (TV-serie)
- 2010 – Morden i Sandhamn (TV-serie)
- 2011 – Gustafsson 3 tr (TV-serie)
- 2015 – Miraklet i Viskan
- 2015 – Så ock på jorden

## Teater

### Roller (ej komplett)
| År   | Roll                                                | Produktion                                                           | Regi                | Teater                 |
| ---- | --------------------------------------------------- | -------------------------------------------------------------------- | ------------------- | ---------------------- |
| 1971 | Torkel                                              | De vilda svanarna H.C. Andersen                                      | Fred Hjelm          | Stockholms stadsteater |
| 1972 | Fix m. fl.                                          | Jorden runt på 80 dagar Bengt Ahlfors och Jules Verne                | Jonas Cornell       | Stockholms stadsteater |
| 1973 | Mittfält, Bert-Olov                                 | IK Kamraterna Sigvard Olsson och Fred Hjelm                          | Fred Hjelm          | Stockholms stadsteater |
| 1974 | Knocker White                                       | Bröllopsfesten Arnold Wesker                                         | Gun Arvidsson       | Stockholms stadsteater |
| 1974 | Jerker                                              | Jösses flickor, befrielsen är nära Suzanne Osten och Margareta Garpe | Suzanne Osten       | Stockholms stadsteater |
| 1978 | Fredrik                                             | Wärdshuset Haren och Vråken Lars Forssell                            | Fred Hjelm          | Stockholms stadsteater |
| 1978 | Brabantio                                           | Othello William Shakespeare                                          | Johan Bergenstråhle | Stockholms stadsteater |
| 1979 | Carr Gomm Ross                                      | Elefantmannen Bernard Pomerance                                      | Jurij Lederman      | Stockholms stadsteater |
| 1979 | Petter Kvitten                                      | En midsommarnattsdröm William Shakespeare                            | Göran O. Eriksson   | Stockholms stadsteater |
| 1980 | Valsedelsutdelare                                   | Hoppla, vi lever! Ernst Toller                                       | Fred Hjelm          | Stockholms stadsteater |
| 1981 | Luigi Ianiello                                      | Lördag, söndag, måndag Eduardo De Filippo                            | Andris Blekte       | Stockholms stadsteater |
| 1982 | Pappa Bernauer                                      | Agnes Bernauer Franz Xaver Kroetz                                    | Johan Bergenstråhle | Stockholms stadsteater |
| 1984 | Natanel Gremio                                      | Så tuktas en argbigga William Shakespeare                            | Marianne Rolf       | Stockholms stadsteater |
| 1985 | Fulgencio                                           | Sommarnöjet Carlo Goldoni                                            | Göran O Eriksson    | Stockholms stadsteater |
| 1987 | Gustaf Douglas                                      | Furstespegel Per Olov Enquist och Anders Ehnmark                     | Sven Wollter        | Stockholms stadsteater |
| 1989 | Portvakten m.fl.                                    | Besökare Botho Strauss                                               | Jan Maagaard        | Stockholms stadsteater |
| 1990 | Salomon                                             | Kean Alexandre Dumas den äldre                                       | Jan Maagaard        | Stockholms stadsteater |
| 1996 | Socialassistent m.fl.                               | Rika barn leka bäst Carin Mannheimer                                 | Lena Söderblom      | Stockholms stadsteater |
| 1999 | Värdshusvärden Herr Snevelicci Westwood Herr Bonney | Nicholas Nickleby David Edgar och Charles Dickens                    | Georg Malvius       | Stockholms stadsteater |
| 2000 | Herr Page                                           | Muntra fruarna i Windsor William Shakespeare                         | Ronny Danielsson    | Stockholms stadsteater |
| 2001 | Direktör                                            | En dåres anteckningar Nikolaj Gogol                                  | Petra Berg-Holbek   | Stockholms stadsteater |